# 布爾貝克河
51°15′41″N 8°31′36″E / 51.2613444°N 8.5265889°E
布爾貝克河（德語：Burbecke），是德國的河流，位於該國西部，流經北萊茵-威斯特法倫州，屬於魯爾河的右支流，河道全長2.2公里，流域面積3.2平方公里。